# Lymnas xenia
Lymnas xenia är en fjärilsart som beskrevs av Doubleday 1847. Lymnas xenia ingår i släktet Lymnas och familjen Riodinidae. Inga underarter finns listade i Catalogue of Life.